# Wasserdeckelschnecken
Die Wasserdeckelschnecken (Hydrobiidae), auch Wattschnecken, Zwergdeckelschnecken oder Schnauzenschnecken sind eine artenreiche Familie aus der Gruppe der Caenogastropoda. Die sehr kleinen bis kleinen Schnecken finden sich weltweit vor allem in Süßwasser, aber auch in Brackwasser und in manchen Fällen in Meerwasser.

## Merkmale
Wasserdeckelschnecken haben kleine, konische und glatte, rechtsgewundene Gehäuse mit einer meist ovalen, stets ganzrandigen Mündung. Die Schneckenhäuser ausgewachsener Schnecken haben 2 bis 8 Umgänge und werden nicht länger als 8 mm, doch kann das Haus stets die ganze, kleine Schnecke aufnehmen. Der hornige Verschlussdeckel (Operculum) ist spiralig mit wenigen Windungen.
Die Schnecken haben eine lange, zweigeteilte Schnauze und zwei fadenförmige, spitze oder stumpfe Fühler, an deren Basis die Augen sitzen. Der Mantelsaum kann einfach sein oder auch mit Fortsätzen besetzt sein. Der Fuß besteht aus einer Vorder- und Hinterhälfte. Die Schleimdrüse liegt mittig am Vorderrand des Fußes. Kopf, Fuß, Mantel und Eingeweidesack sind durch Melanin blassgrau bis dunkelviolett oder schwarz gefärbt.
Die Mantelhöhle enthält fast in ihrer ganzen Länge eine Kieme, die aus 10 bis 200 dreieckigen Filamenten besteht. Das Osphradium ist meist klein.
Die Radula ist vom Typ Taenioglossa mit mehr als fünfzig Zahnreihen. Der Mittelzahn ist trapezoidförmig und die Seitenzähne mit wenigen bis vielen, die Randzähne meist mit vielen Höckern versehen.
Die Wasserdeckelschnecken sind meist getrenntgeschlechtlich, wobei das Männchen das Weibchen mit seinem Penis begattet. Die Weibchen legen ihre Eier in einzelnen Eikapseln ab, oft an Wasserpflanzen, doch kann es auch Ovoviviparie geben. In diesem Fall gibt es eine direkte Entwicklung, aber überhaupt schlüpfen bei den meisten Arten fertige Schnecken. Bei einigen Arten gibt es eine Entwicklung über Veliger-Larven.
Da die Gehäuse der Wasserdeckelschnecken wenige artspezifische Charakteristika haben und zugleich viele Arten in sich sehr variabel sind, muss bei Artbeschreibungen und Artbestimmungen auf Merkmale des Operculums, der Radula und des Penis zurückgegriffen werden.

## Verbreitung und Lebensweise
Die meisten Wasserdeckelschneckenarten leben in Süßwasser, beispielsweise in Seen oder Flüssen, während andere Arten in Brackwasser vorkommen. Einige wenige Arten leben in Salzwasser, insbesondere auf sandigem oder schlammigem Untergrund zwischen Algen oder in Seegraswiesen.
Die Schnecken leben von Algen und Detritus.

## Einige Arten
In der Nordsee und der Ostsee ist die Familie unter anderem durch die Gemeine Wattschnecke oder Glatte Wattschnecke (Hydrobia ulvae), die Bauchige Wattschnecke (Ecrobia ventrosa), die Spitze Wattschnecke (Hydrobia acuta) und die Übersehene Wattschnecke (Hydrobia neglecta) vertreten. Aus Neuseeland in die Nordsee eingeschleppt ist die Neuseeländische Deckelschnecke (Potamopyrgus antipodarum), und der im Schwarzen Meer häufige Steinkleber (Lithoglyphus naticoides) ist durch die Schifffahrt ebenfalls nach Mitteleuropa gelangt.

## Systematik

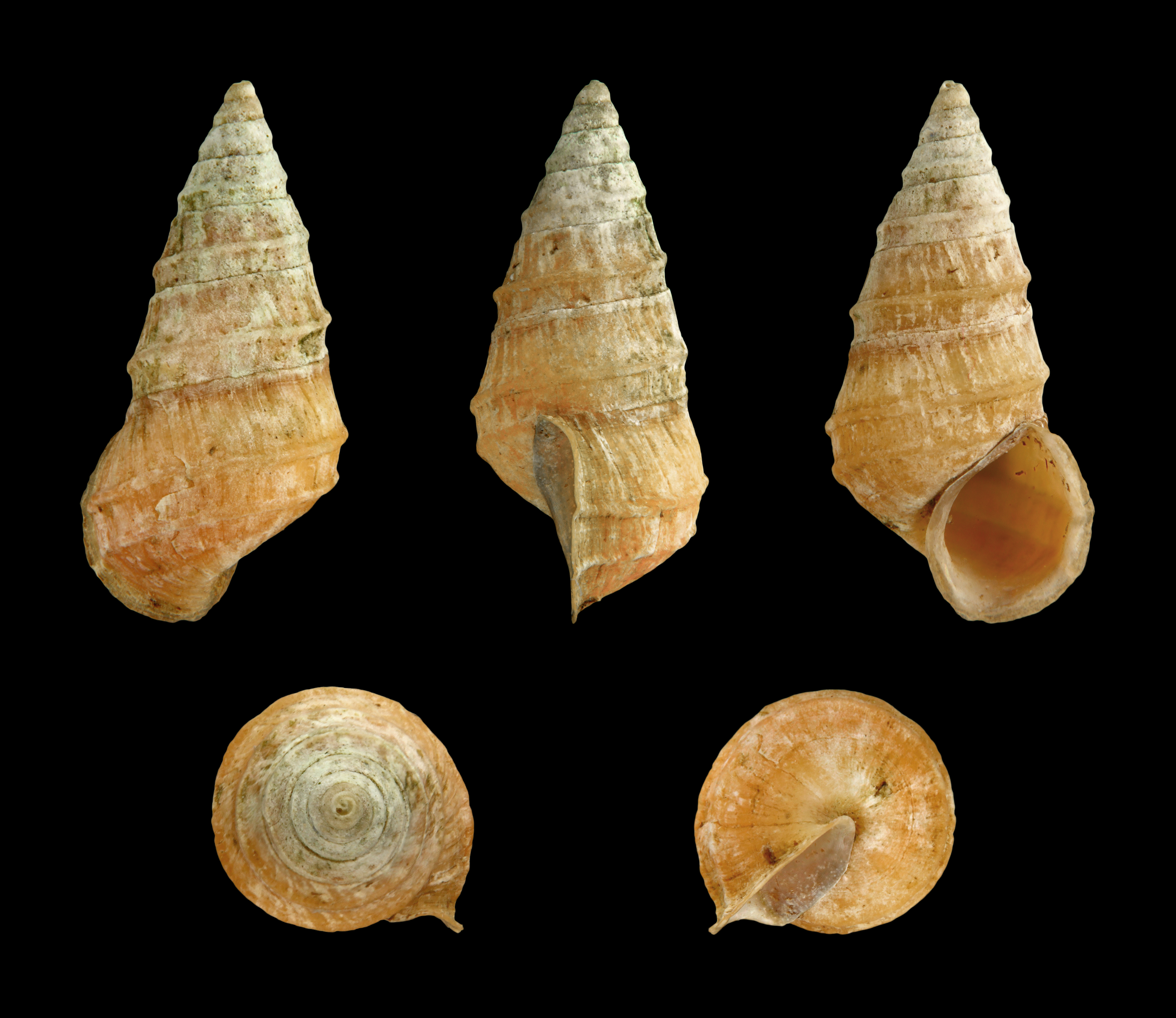
Chilopyrgula sturanyi

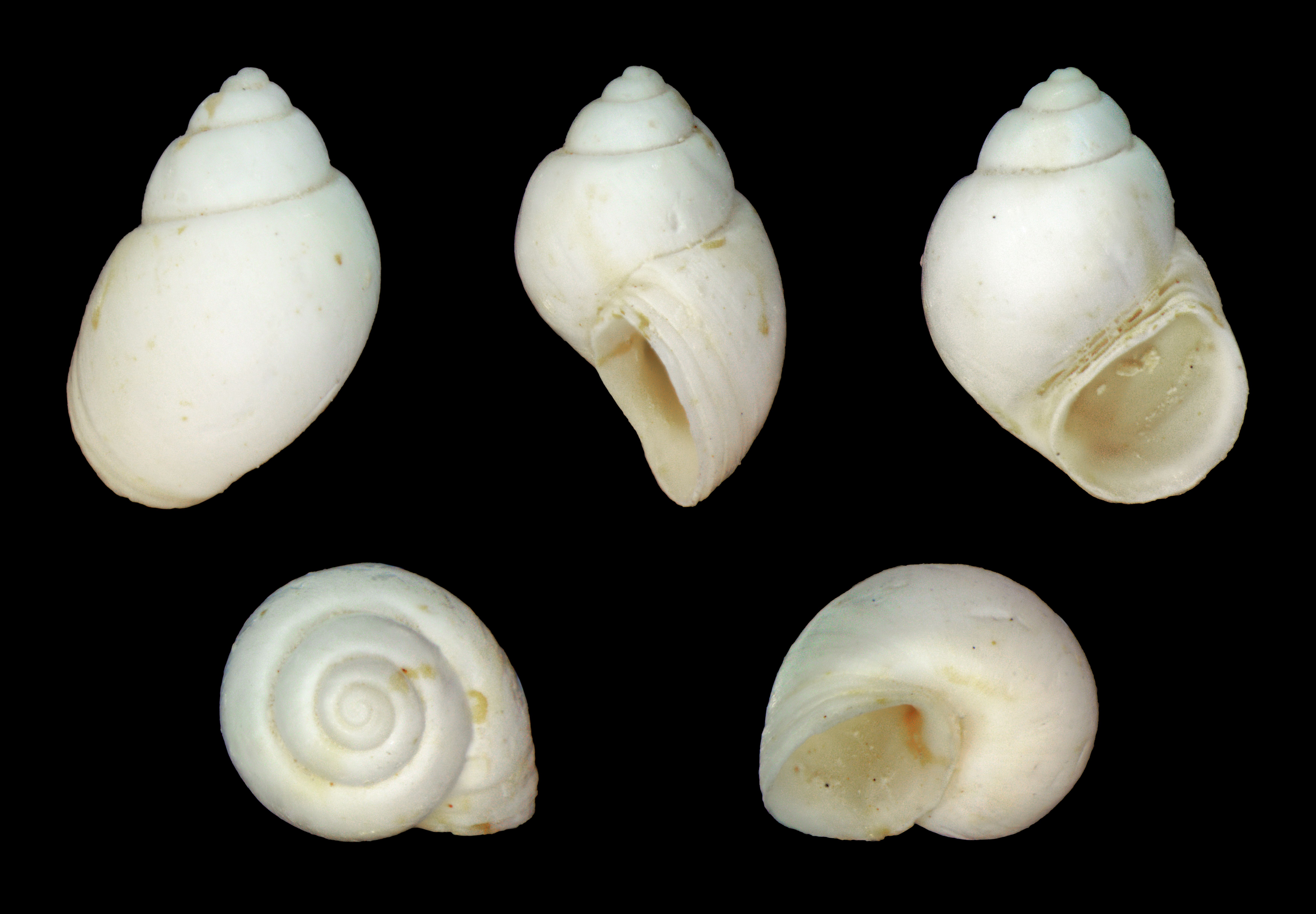
Hydrobia trochulus

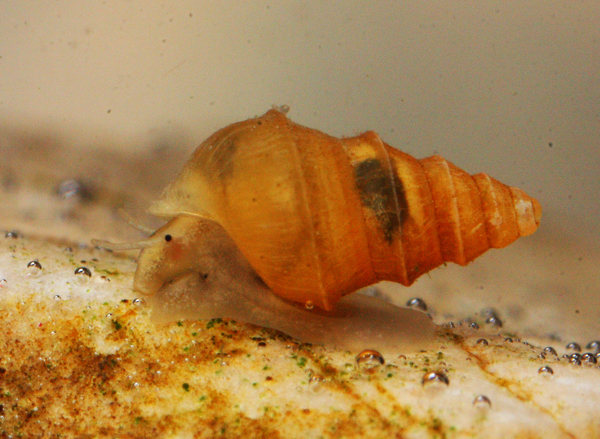
Pyrgula annulata

Nach Bouchet und Rocroi (2005) ist die Familie Hydrobiidae eine von 19 Familien in der Überfamilie Rissooidea. Zu der Familie Hydrobiidae gehören derzeit über 160 Gattungen:
- Adriohydrobia Radoman, 1973
- Akiyoshia Kuroda & Habe, 1954
- Alzoniella Giusti & Bodon, 1984
- Andrusovia Brusina in Westerlund, 1903
- Antibaria Radoman, 1973
- Antillobia Alta, 1993
- Antrorbis Hershler & Thompson, 1990
- Antroselates Hubricht, 1963
- Arganiella Giusti & Pezzoli, 1980
- Aroapyrgus H.B. Baker, 1931
- Avenionia Cossmann, 1900
- Badenia Finlay, 1930
- BeddomeiaPetterd, 1889
- Belgrandia Bourguignat, 1869
- Belgrandiella Wagner, 1928
  - Thermen-Zwergquellschnecke (Belgrandiella parreyssii)
- Birgella H.B. Baker, 1926
- Boetersiella Arconada & Ramos, 2001
- Boleana Radoman, 1973
- Bracenica Radoman, 1973
- Brachypyrgulina Haas 1955
- Quellschnecken (Bythinella Moquin-Tandon, 1856)
  - Österreichische Quellschnecke (Bythinella austriaca)
  - Rhön-Quellschnecke (Bythinella compressa)
  - Pannonische Quellschnecke (Bithynella pannonica)
- Bythiospeum Bourguignat, 1882
  - Husmanns Brunnenschnecke (Bythiospeum husmanni)
- Caspia Clessin & Dybowski, 1888
- Caspiohydrobia Starobogatov, 1970
- Catapyrgus Climo, 1974
- Cavernisa Radoman, 1978
- Chilopyrgula Brusina, 1896
- Chondrobasis Arconada & Ramos, 2001
- Cilgia Schütt, 1968
- Cincinnatia Pilsbry, 1891
- Clessiniola Lindholm, 1924
- Colligyrus Hershler, 1999
- Corrosella Boeters, 1970
- Dabriana Radoman, 1974
- Dalmatella Velkovrh, 1970
- Daphniola Radoman, 1973
- Dasyscias Thompson & Hershler, 1991
- Dianella Gude, 1913
- Ecrobia Stimpson, 1865
- Eremopyrgus Hershler, 1999
- Euxinipyrgula Sitnikova & Starobogatov, 1999
- Falniowskia Bernasconi, 1990
- Fissuria Boeters, 1981
- Floridiscrobs Pilsbry & McGinty, 1949
- Fluvidona Iredale, 1937
- Fluviopupa Pilsbry, 1911
- Ginaia Brusina, 1896
- Gocea Hadžišce, 1956
- Graecoanatolica Radoman, 1973
- Grossuana Radoman, 1973
- Guadiella Boeters, 2003
- Hadopyrgus Climo, 1974
- Hadziella Kuscer, 1932
- Halopyrgus Haase, 2008
- Hauffenia Pollonera, 1899
- Heideella Backhuys & Boeters, 1974
- Heleobops F.G. Thompson, 1968
- Hemistomia Crosse, 1872
- Heraultiella Bodon, Manganelli & Giusti 2002
- Heterocyclus Crosse, 1872
- Holsingeria Hershler, 1988
- Horatia Bourguignat, 1887
- Hoyia H.B. Baker, 1926
- Hydrobia Hartmann, 1821
- Iberhoratia Arconada & Ramos, 2007
- Iglica Wagner, 1927
- Insignia Angelov, 1972 (ungültig, präokkupiert durch Insignia Astrova, 1965)
- Islamia Radoman, 1973
- Istriana Velkovrh, 1971
- Jardinella Iredale & Whitley, 1938
- Josephus Arconada & Ramos, 2006
- Juturnia Hershler, Liu & Stockwell, 2002
- Kerkia Radoman, 1978
- Kuschelita mica Climo, 1974
- Lanzaia Brusina, 1906
- Lanzaiopsis Bole, 1989
- Leptopyrgus Haase, 2008
- Lithabitella Boeters 1970
- Lithococcus Pilsbry, 1911
- Littoridinops Pilsbry, 1952
- Lobogenes Pilsbry & Bequaert, 1927
- Lyhnidia Hadžišce, 1956
- Lithococcus Pilsbry, 1911
- †Marstoniopsis Altena, 1936
- Martinietta Schlickum, 1974
- Mercuria Boeters, 1971
- Meridiopyrgus Haase, 2008
- Mesobia Thompson & Hershler, 1991
- Micropyrgula Polinski, 1929
- Milesiana Arconada & Ramos, 2006
- Moominia Gerlach, 2003
- Nanochlea Ponder, Clark, Miller & Toluzzi, 1993[7]
- Narentiana Radoman, 1973
- Neofossarulus Polinski, 1929
- Notogillia Pilsbry, 1953
- Obtusopyrgus Haase, 2008
- Ochridopyrgula Radoman, 1955
- Ohridohauffenia Hadžišce, 1956
- Ohrigocea Hadžišce, 1956
- Onobops F.G. Thompson, 1968
- Opacuincola Ponder, 1966
- Peringia Paladilhe, 1874
  - Gemeine Wattschnecke (Peringia ulvae)
- Palacanthilhiopsis Bernasconi, 1988
- Paludestrema Walker, 1925
- Pauluccinella Giusti & Pezzoli, 1990
- Paxillostium Gardner, 1970
- Petterdiana Brazier, 1896
- Pezzolia Bodon & Giusti, 1986
- Phrantela Iredale, 1943[7]
- Phreatica Velkovrh, 1970
- Phreatoceras Hershler & Longley, 1987
- Phreatodrobia Hershler & Longley, 1987
- Plagigeyeria Tomlin, 1930
- Platypyrgus Haase, 2008
- Plesiella Boeters, 2003
- Pontobelgrandiella Radoman, 1978
- Potamopyrgus Stimpson, 1865
  - Neuseeländische Zwergdeckelschnecke (Potamopyrgus antipodarum)
- Prespopyrgula Radoman, 1973
- Pristinicola Hershler, 1994
- Probythinella Thiele, 1928
- Pseudamnicola Paulucci, 1878
- Pseudavenionia Bodon & Giusti, 1982
- Pseudohoratia Radoman, 1967
- Pseudoislamia Radoman, 1979
- Pseudopaludinella Bourguignat in Mabille, 1877
- Pseudotryonia Hershler, 2001
- Pyrgohydrobia Radoman, 1955
- Pyrgophorus Ancey, 1888
- Pyrgula Cristofori & Jan, 1832
- Pyrgulopsis Call & Pilsbry, 1886
- Rachipteron Thompson, 1964
- Radomaniola Szarowska, 2006
- Rakiurapyrgus Haase, 2008
- Rhapinema Thompson, 1970
- Zwergdeckelschnecke (Sadleriana Clessin, 1890)
  - Fluss-Zwergdeckelschnecke (Sadleriana fluminensis)
  - Schmidts Zwergdeckelschnecke (Sadleriana schmidtii)
- Saganoa Kuroda, Habe & Tamu, 1957
- Salenthydrobia Wilke, 2003
- Sarajana Radoman, 1975
- Sardohoratia Manganelli, Bodon, Cianfanelli, Talenti & Giusti, 1998
- Sardopaladilhia Manganelli, Bodon, Cianfanelli, Talenti & Giusti, 1998
- Saxurinator Schütt, 1960
- SoapitiaBinder, 1961
- Sororipyrgus Haase, 2008
- Spathogyna Arconada & Ramos, 2002
- Spilochlamys Thompson, 1968
- Spurwinkia Davis, Mazurkiewicz & Mandracchia, 1982
- Stankovicia Polinski, 1929
- Stenothyra Benson, 1856
- Stiobia nanaThompson & McCaleb, 1978
- Strugia Radoman, 1973
- Sulawesidrobia Ponder & Haase, 20051
- Tarraconia Ramos & Arconada in Ramos, Arconada, Rolan & Moreno, 2000
- Tasmaniella Ancey, 1898
- Tatea Tenison-Woods, 1879
- Taylorconcha Hershler, Fre, Johann, Bowl & Thomps, 1994
- Tepalcatia Thompson & Hershler, 2002
- Terranigra Radoman, 1978
- Terrestribythinella Sitnokova, Starobogatov & Anistratenko, 1992
- Texadina Abbott & Ladd, 1951
- Texapyrgus Thompson & Hershler, 1991
- Tongapyrgus Haase, 2008
- Trichonia Radoman, 1973
- Trochidrobia Ponder, Hershler & Jenkins, 1989
- Trachyochridia Polinski, 1929
- Turcorientalia Radoman, 1973
- Turricaspia B. Dybowski & Grochmalicki, 1915
- Vicrobia Ponder, Clark, Miller & Toluzzi, 1993[7]
- Vinodolia Radoman, 1973
- Vioscalba Morrison, 1965
- Wuconchona Kang Zaibin 1983

## Belege

## Anmerkung
1. ↑  Laut Jürgen H. Jungbluth, mollbase.de bezieht sich der Name Wattschnecke nur auf einen Teil der Wasserdeckelschnecken.